# Улымов, Михаил Павлович
Михаил Павлович Улымов (21 февраля 1951, Рязань — 27 января 2025, Волгоград) — советский легкоатлет, специалист по бегу на средние и длинные дистанции, кроссу и стипль-чезу. Выступал в 1970-х и 1980-х годах, член сборной СССР, многократный призёр первенств всесоюзного значения. Представлял Волгоград и физкультурно-спортивное общество «Динамо». Мастер спорта СССР международного класса. Заслуженный тренер России.

## Биография
Михаил Улымов родился 21 февраля 1951 года в Рязани.
Жил в Волгограде, окончил педагогический факультет Волгоградского государственного института физической культуры.
Выступал за добровольное спортивное общество «Буревестник» и всесоюзное физкультурно-спортивное общество «Динамо». Был подопечным заслуженного тренера СССР Александра Фёдоровича Агрызкина.
Первого серьёзного успеха на взрослом всесоюзном уровне добился в сезоне 1972 года, когда на чемпионате СССР в Москве выиграл бронзовую медаль в беге на 1500 метров.
В 1973 году в составе советской сборной стартовал на чемпионате Европы в помещении в Роттердаме — в финале дистанции 1500 метров финишировал пятым. Будучи студентом, представлял Советский Союз на домашней Всемирной Универсиаде в Москве, где в той же дисциплине стал восьмым.
На чемпионате СССР 1974 года в Москве вновь взял бронзу в беге на 1500 метров.
В 1975 году завоевал бронзовую награду в дисциплине 8 км на чемпионате СССР по кроссу в Тбилиси, стал вторым в полуфинале Кубка Европы в Лондоне.
В 1976 году занял 45-е место на чемпионате мира по кроссу в Чепстоу, получил серебро в дисциплине 1500 метров на чемпионате СССР в Киеве.
В 1977 году в беге на 5000 метров выиграл серебряную медаль на чемпионате СССР в Москве, одержал победу на Мемориале братьев Знаменских в Москве.
В 1978 году стал бронзовым призёром в дисциплине 8 км на кроссовом чемпионате СССР в Тирасполе, показал 120-й результат на дистанции 12,3 км на кроссовом чемпионате мира в Глазго.
В 1981 году выиграл бег на 3000 метров с препятствиями в рамках матчевой встречи «Россия — США» в Ленинграде.
За выдающиеся спортивные достижения удостоен почётного звания «Мастер спорта СССР международного класса».
Начиная с 1975 года занимался тренерской деятельностью в Волгограде, работал в волгоградской областной Спортивной школе олимпийского резерва по лёгкой атлетике, подготовил ряд титулованных спортсменов. Заслуженный тренер России.
Жена Татьяна Александровна, дети Михаил и Марина. Сын стал мастером спорта в беге на средние дистанции и тренером.
Скончался 27 января 2025 года в Волгограде на 74-м году жизни.